# مارتا دامبروفسکا
مارتا دامبروفسکا (لهستانی: Marta Dąbrowska؛ ‏ تلفظ لهستانی: [dɔmˈbrɔfska]؛ ‏ زادهٔ ۱۹ اکتبر ۱۹۸۴) بازیگر اهل لهستان است. وی دانش‌آموختهٔ آکادمی ملی هنرهای نمایشی الکساندر زلوروویچ در ورشو است.
از فیلم‌ها یا مجموعه‌های تلویزیونی که وی در آن‌ها نقش داشته‌است، می‌توان به ترفند، خدایان، ۱۱ دقیقه، در خیابان سپولنی، سیاره مجرد، رنگ‌های خوشبختی، ۲ ایکس‌ال، نبرد ورشو ۱۹۲۰، کمیسر آلکس، در خوشی و سختی، دستورالعمل زندگی، عشق اول، پدر متیو، دوران افتخار و شمش‌سازان اشاره نمود.